# Dobrzeń Wielki (gmina)
Dobrzeń Wielki est une gmina rurale du powiat de Opole, Opole, dans le sud-ouest de la Pologne. Son siège est le village de Dobrzeń Wielki, qui se situe environ 13 km au nord-ouest de la capitale régionale Opole.
La gmina couvre une superficie de 91,42 km2 pour une population de 14 049 habitants.

## Géographie
La gmina inclut les villages de Dobrzeń Wielki, Borki, Brzezie, Chróścice, Czarnowąsy, Dobrzeń Mały, Krzanowice, Kup, Świerkle
La gmina borde la ville d'Opole et les gminy de Dąbrowa, Łubniany, Murów, Pokój et Popielów.